# Coregonus bavaricus
Coregonus bavaricus es una especie de pez de la familia Salmonidae en el orden de los Salmoniformes.

## Distribución geográfica
Se encuentra en Europa: lago Ammersee (Alemania).